# Anolis opalinus
Anolis opalinus (ямайський опаловочеревий аноліс) — вид ігуаноподібних ящірок родини анолісових (Dactyloidae). Ендемік Ямайки.

## Поширення і екологія
Ямайські опаловочереві аноліси широко поширені на острові Ямайка. Вони живуть в лісах, чагарникових заростях і а бананових плантаціях, на висоті до 1500 м над рівнем моря. Живляться безхребетними, відкладають яйця.